# Haupttor der Leunawerke

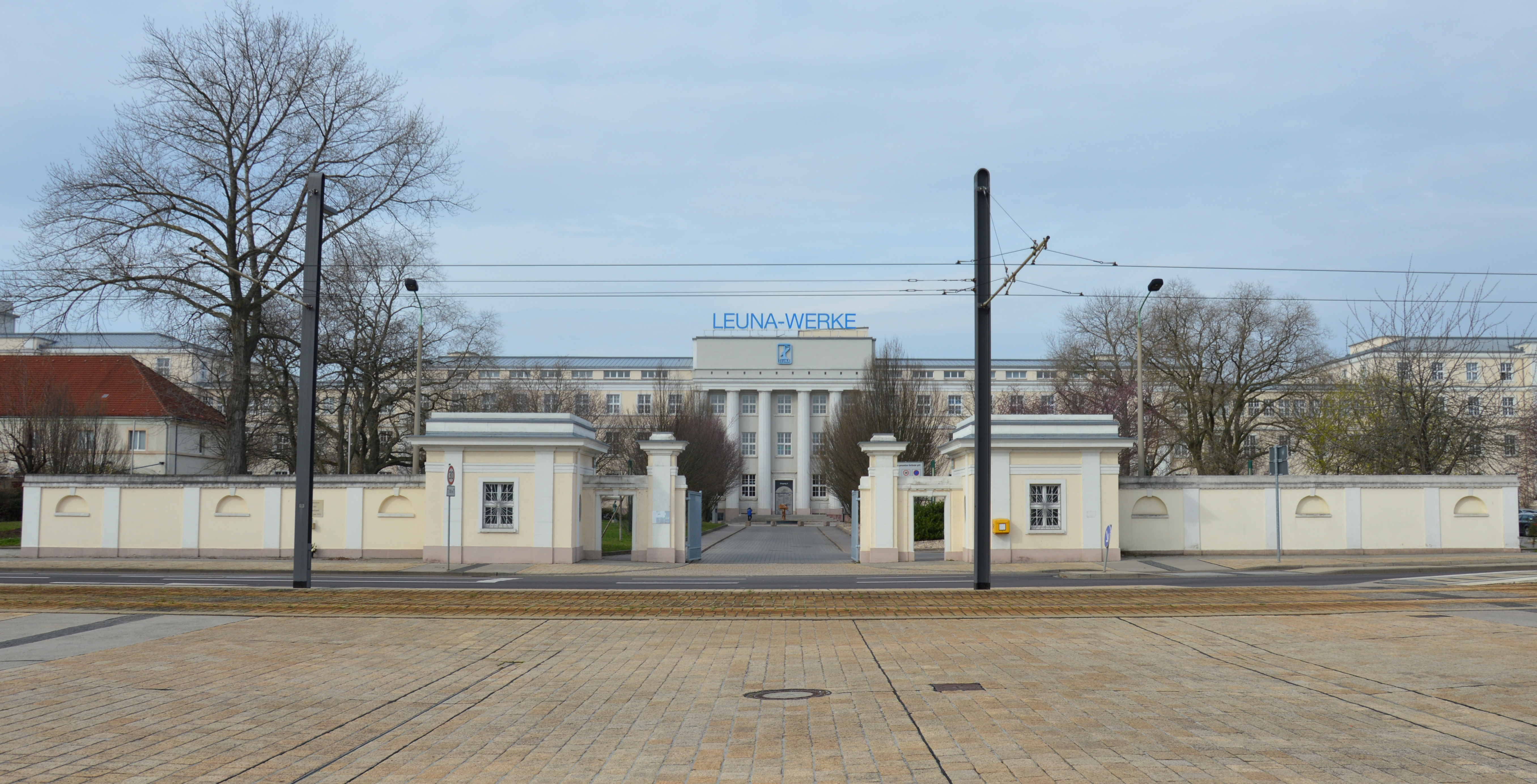
Haupttor der Leunawerke

Das Haupttor der Leunawerke ist eine denkmalgeschützte Toranlage in der Stadt Leuna in Sachsen-Anhalt.

## Lage
Es befindet sich auf der Ostseite der Leunawerke, westlich des Platzes Am Haupttor.

## Architektur und Geschichte
Die aufwändig gestaltete Einfriedung wurde in den 1920er Jahren als Haupteingang zu den Leunawerken im Stil des Neoklassizismus errichtet. Der Eingangsbereich wird von zwei Torhäusern und Pfeilern dominiert.
Im Denkmalverzeichnis des Landes Sachsen-Anhalt ist die Einfriedung unter der Erfassungsnummer 094 20793 als Baudenkmal verzeichnet.